# Ernst Mettbach
Ernst Mettbach né le 30 avril 1920 à Fürth (Bavière) et mort dans la même ville le 1er janvier 1972, est un survivant de Porajmos.

## Biographie
Il est arrêté le 6 juin 1944 à Fürth et est envoyé au camp de tzigane d'Auschwitz. Il est enregistré sous le numéro : Z 10061, la date de réception à l'entrepôt est datée du 7 juin 1944.
En 1944, il est envoyé au camp de Buchenwald puis au camp de concentration de Dachau, il arrive en août 1944. Dans le camp, il devient le cobaye des expériences effectuées par Wilhelm Beiglböck au camp. Il est envoyé plus tard au camp de Mauthausen, il est libéré le 5 mai 1945 à Mauthausen.
Il témoigne au procès des Médecins.